# Bithia hermonensis
Bithia hermonensis är en tvåvingeart som beskrevs av Kugler 1977. Bithia hermonensis ingår i släktet Bithia och familjen parasitflugor.
Artens utbredningsområde är Israel. Inga underarter finns listade i Catalogue of Life.